# In Rainbows — From the Basement
«In Rainbows — From the Basement» — видеоальбом британской рок-группы Radiohead, выпущенный в 2008 году. В записи представлены живые исполнения песен из их седьмого альбома In Rainbows (2007), а также четырёх более ранних композиций.
In Rainbows — From the Basement был снят за один день с продюсером Radiohead Найджелом Годричем и режиссёром Дэвидом Барнардом в студии Hospital Club в Ковент-Гарден. Это был первый эпизод второй серии веб-сериала Годрича «From the Basement». Radiohead исполнили большую часть песен из In Rainbows и пару треков из специального издания, а также три композиции из Hail to the Thief (2003) и одну из Kid A (2000).

## Выпуск
Премьера In Rainbows — From the Basement состоялась 3 мая 2008 года, на телеканале VH1. Позже она была выпущена в iTunes Store и на диске со специальным изданием In Rainbows в Японии. В 2020 году Radiohead загрузили это выступление на YouTube.

## Список композиций
Слова и музыка всех песен — написаны Radiohead.
| №   | Название               | Длительность |
| --- | ---------------------- | ------------ |
| 1.  | «15 Step»              | 3:56         |
| 2.  | «Bodysnatchers»        | 4:16         |
| 3.  | «House of Cards»       | 5:29         |
| 4.  | «Bangers & Mash»       | 3:31         |
| 5.  | «Videotape»            | 4:47         |
| 6.  | «Reckoner»             | 5:03         |
| 7.  | «Go Slowly»            | 3:54         |
| 8.  | «All I Need»           | 4:21         |
| 9.  | «Nude»                 | 4:21         |
| 10. | «Weird Fishes/Arpeggi» | 5:20         |

| №  | Название                    | Длительность |
| -- | --------------------------- | ------------ |
| 1. | «Where I End and You Begin» |              |
| 2. | «Optimistic»                |              |
| 3. | «The Gloaming»              |              |
| 4. | «Myxomatosis»               |              |

## Участники записи
- Том Йорк — вокал, гитара, фортепиано, клавишные, ударные
- Джонни Гринвуд — гитара, лэптоп, клавишные, перкуссия, глокеншпиль
- Эд О’Брайен — гитара, спецэффекты, перкуссия, бэк-вокал
- Колин Гринвуд — бас-гитара, клавишные, перкуссия
- Фил Селуэй — ударные, перкуссия